# Нуклеофільні реагенти
Нуклеофіли або нуклеофільні реагенти в хімії (від лат. nucleus «ядро», дав.-гр. φιλέω «любити») — частинки, що мають пару електронів на зовнішньому електронному рівні, тобто є реагентами з надлишком електронів.
Нуклеофіли утворюють хімічний зв'язок з електрондефіцитними реагентами — електрофілами по донорно-акцепторному механізму, надаючи електрофілу електронну пару, що утворює новий зв'язок. Внаслідок того, що нуклеофіли віддають електрони, вони за визначенням є основами Льюїса.
Прикладами нуклеофілів служать від'ємно заряджені іони: аніони галогенів (Cl-, Br- , I-), гідрид-іон (H-), гідропероксид-іон (НОО-), алкоксид-іон (RO-). Також нуклеофілами можуть бути і електронейтральні молекули, нуклеофільні властивості яких зумовлені наявністю n- або π-електронів, це: H2O, NH3, CH2=CH2, C6H6.
Терміни «нуклеофіл» та «електрофіл» було введено англійським хіміком Крістофером Інгольдом в 1929 р. замість «катіоноїда» та «аніоноїда», що були запропоновані у 1925 р. Лепворсом.
Електрофільні та нуклеофільні частинки можуть утворюватись під час гетеролітичного розриву (гетероліза) ковалентного зв'язку. Цьому процесу сприяє сольватуючий розчинник. Пару електронів забирає один із партнерів по ковалентному зв'язку, який і стає нуклеофілом.